# Rorippa
Rorippa és un gènere de plantes amb flors dins la família Brassicàcia, conté unes 80 espècies originàries d'Europa, Àsia Àfrica i Amèrica del Nord. Les espècies són plantes herbàcies d'anuals a perennes, normalment tenen les flors grogues.
Rorippa abans incloïa diverses espècies de creixens, ara dins el Nasturtium. En particular, R. nasturtium-aquaticum (ara N. officinale) i R. microphylla (ara N. microphyllum).
Les espècies del gènere Rorippa autòctones als Països Catalans són: Rorippa amphibia, Rorippa islandica, Rorippa pyrenaica, Rorippa sylvestris i Rorippa aspera.

## Algunes espècies
- Rorippa alpina (S. Wats.) Rydb.
- Rorippa amphibia (L.) Bess.
- Rorippa austriaca (Crantz) Bess.
- Rorippa barbareifolia (DC.) Kitagawa
- Rorippa calycina (Engel.) Rydb.
- Rorippa columbiae (Suksd. ex B.L. Rob.) Suksd. ex Howell
- Rorippa curvipes Greene
- Rorippa curvisiliqua (Hook.) Besser ex Britton
- Rorippa indica Hiern.
- Rorippa palustris (L.) Bess.
- Rorippa sarmentosa (G. Forst. ex DC) J. F. Macbr.
- Rorippa sinuata (Nutt.) Hitchc.
- Rorippa sphaerocarpa (A. Gray) Britton
- Rorippa subumbellata Rollins
- Rorippa sylvestris (L.) Bess., creixen silvestre